# Piano Baker (riduzione debito estero)
Il Piano Baker fu lanciato nell'ottobre del 1985 al meeting del Fondo Monetario Internazionale (FMI) e della Banca Mondiale, da James Baker, Segretario al Tesoro degli Stati Uniti, come via per combattere la crisi internazionale del debito pubblico.
Questo piano fu ideato come misura per evitare che la minaccia del presidente peruviano Alan García Pérez prima, e i paesi latinoamericani del Gruppo di Cargagena poi, si unissero, in un'associazione multilaterale capace di creare un gruppo di pressione forte in seno al FMI tale da riuscire a ottenere condizioni migliori per il rimborso del debito pubblico di ciascuno Stato, cui seguì la minaccia di procedere in modo autonomo al rimborso dei debiti considerati troppo esosi, definiti dall'allora Ministro dell'Economia argentino, Bernardo Grinspun come debito odioso.
L'idea del suo ideatore si ispirò al surplus commerciale del Giappone che avrebbe potuto essere utilizzato per attenuare i problemi del Terzo Mondo col debito pubblico. Il piano fu designato per aiutare i paesi con reddito medio, ricchi di materie prime e risorse ma fortemente indebitati. Cinquanta paesi furono menzionati come possibili beneficiari, di cui dieci dei quali in centro e sud America.
Il piano riteneva i rimborsi dei debiti ai creditori imprescindibili e legava la fornitura di nuovi finanziamenti solo all'adozione di politiche economiche di tipo liberiste, la sua adozione ed efficacia fu notevolmente limitata. Il suo fallimento fu da attribuire ai principi secondo quali i paesi avrebbero ricevuto aiuto. A esso successe il Piano Brady.